# Rödhuvad dykand
Rödhuvad dykand (Netta rufina) är en fågel som tillhör gruppen dykänder inom familjen änder. Den häckar fläckvist i Europa och vidare österut till Centralasien i vasskantade slättsjöar och vikar. IUCN kategoriserar den som livskraftig.

## Utseende och läte

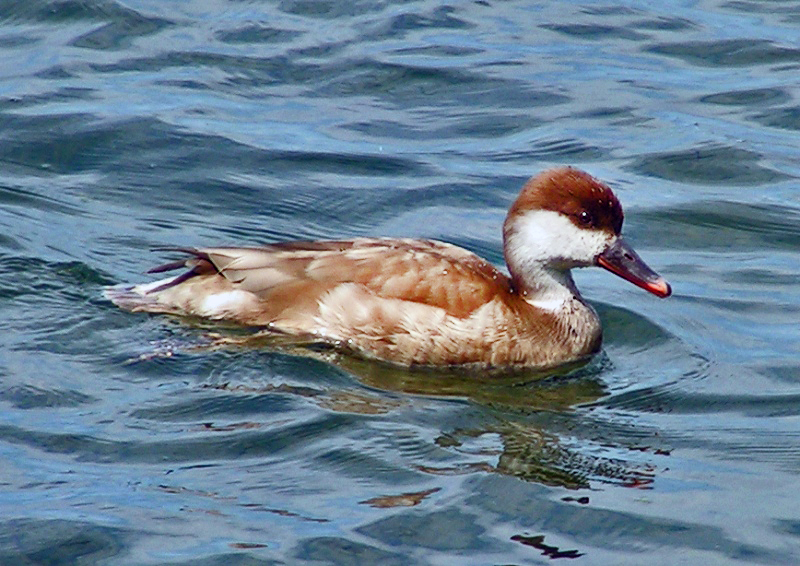
Adult hona.

Rödhuvad dykand är 45–55 centimeter lång, har ett vingspann på upp till 90 centimeter och väger 800–1500 gram. Den adulta hanen i praktdräkt är omisskännlig. Den har rundat orange huvud, röd näbb och svart bröst. Sidorna är vita, ryggen brun och stjärten svart. Benen är bruna. Honan är mestadels ljusbrun, med mörkare rygg och hjässa, vitaktigt ansikte, mörka ögon och mörk näbb. Hanen i eklipsdräkt liknar honan. Dess lockläte låter ungefär "beet".

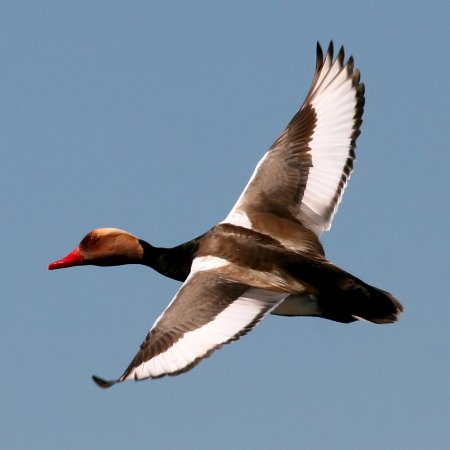
Rödhuvad dykand i flykten.

## Utbredning
Rödhuvade dykanden häckar från Europa (Iberiska halvön norrut till södra Danmark och Polen) österut till Centralasien i nordvästra Kina och västra Mongoliet. I Europa är förekomsten lokal, mera vida spridd i öst. Den är stannfågel i sydvästra Europa, men övervintrar i övrigt från östra Medelhavsområdet österut till norra Indien, sydcentrala Kina och norra Burma.

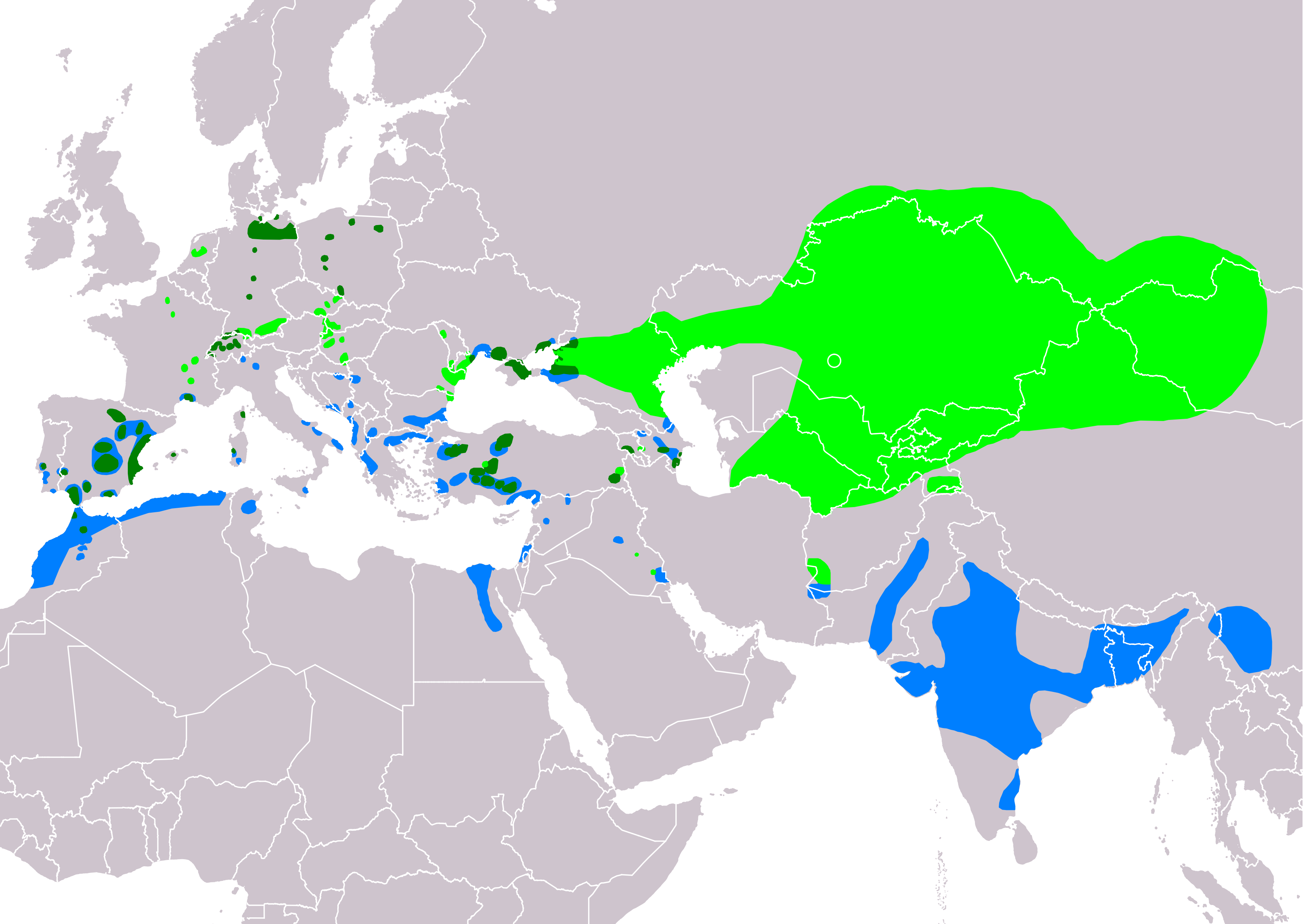
Utbredningsområde för rödhuvad dykand, där ljusgrönt är häckningsområde, blått övervintringsområde och mörkgrönt vistelse året runt.

### Förekomst i Sverige
I Sverige är den en ovanlig men årlig gäst. Flera observationer av arten bedöms som förrymda parkfåglar. Den har även häckat i Sverige, första gången 2012 i fågelsjön Tåkern.

## Systematik
Rödhuvad dykand delar släktet Netta med sydamerikanska arten pampasand (N. peposaca) och sammetsanden (N. erythrophthalma) som förekommer i både Sydamerika och Afrika söder om Sahara. Flera genetiska studier har visat att Netta står dykänderna i Aythya närmast. Huruvida Netta är monofyletiskt är dock oklart, där studier som mestadels studerat mitokondrie-DNA funnit att pampasanden och sammetsanden visserligen är systerarter, men att dessa står närmare Aythya än rödhuvad dykand. En studie som undersökte släktskapet för den akut hotade rosenanden (Rhodonessa caryophyllacea) fann dock att rödhuvad dykand och sammetsand trots allt var systerarter. Pampasanden inkluderades dock inte i studien.
Rosenanden har efter studier av morfologiska egenskaper föreslagits utgöra systerart till rödhuvad dykand, men genetiska studier visar att den är mer avlägset släkt, systerart till en grupp bestående av arterna i Netta och Aythya. Rödhuvad dykand behandlas som monotypisk, det vill säga att den inte delas in i underarter, vilket bekräftats av studier som visar att det finns få skillnader i morfologi och genetisk mellan bestånden i Västeuropa och Centralasien.
Rödhuvad dykand har både i det vilda och i fångenskap noterats hybridisera med gräsand, vitögd dykand, gravand, stjärtand, brunand och vigg, enbart i fångenskap även med pampasand och gulnäbbad stjärtand.

## Ekologi
Fågeln häckar i stora vasskantade slättsjöar och vikar eller grunda saltsjöar. Utanför häckningssäsongen är den en social fågel som bildar stora flockar på vintern, ofta tillsammans med andra dykänder, som brunänder. Rödhuvad dykand kan förbli under vatten upp till 30 sekunder. Den födosöker främst genom att dyka efter, eller "beta", vattenväxter. Den kan bli upp till sju år gammal. 

### Häckning
Rödhuvad dykand blir könsmogen efter ett år. Den bygger sitt bo bland växtlighet vid kanten av sjön och lägger åtta till tolv ljusgröna ägg, som den ruvar i fyra veckor. Ungarna är borymmare och blir flygfärdiga efter 45 till 50 dagar.

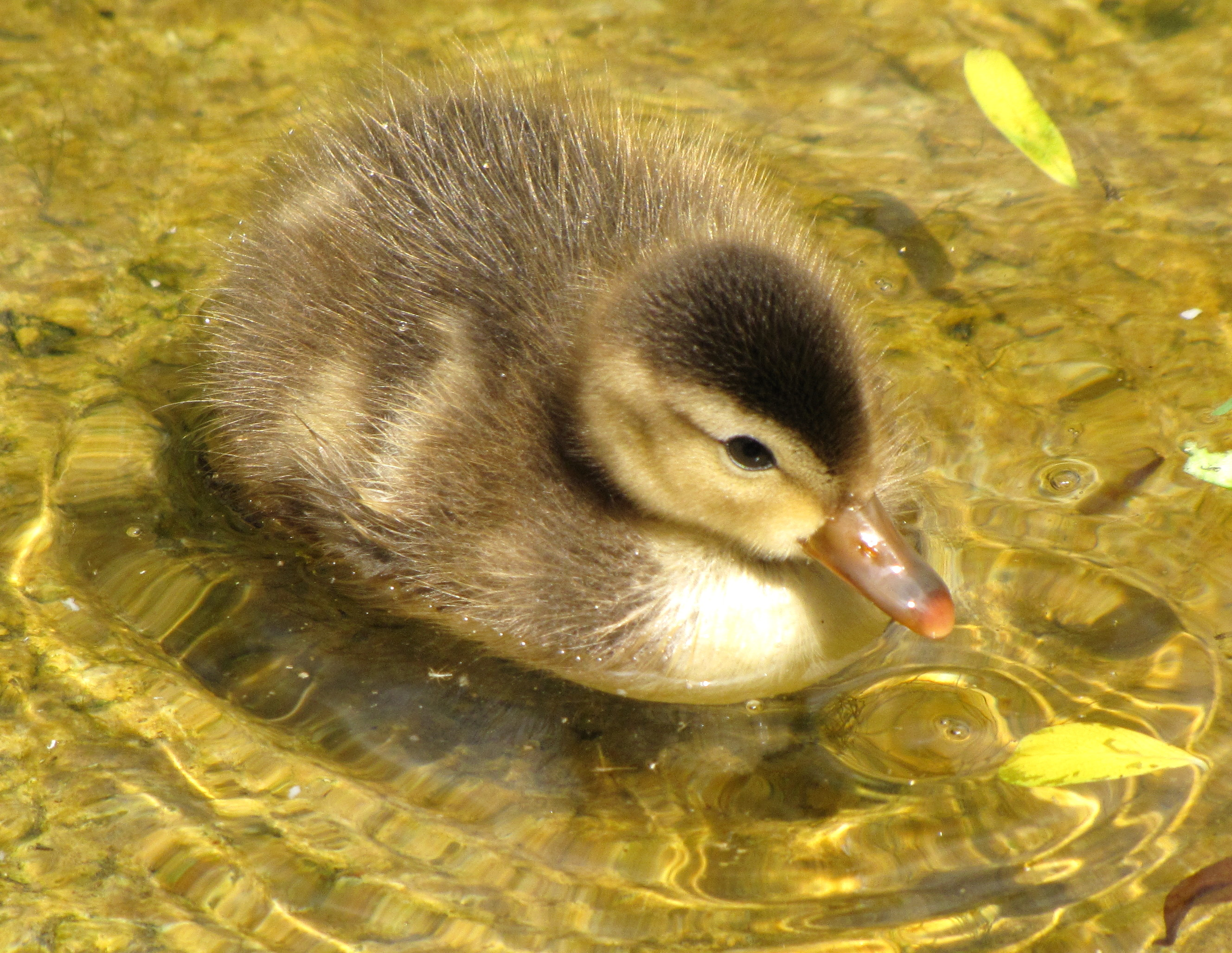
Unge rödhuvad dykand.

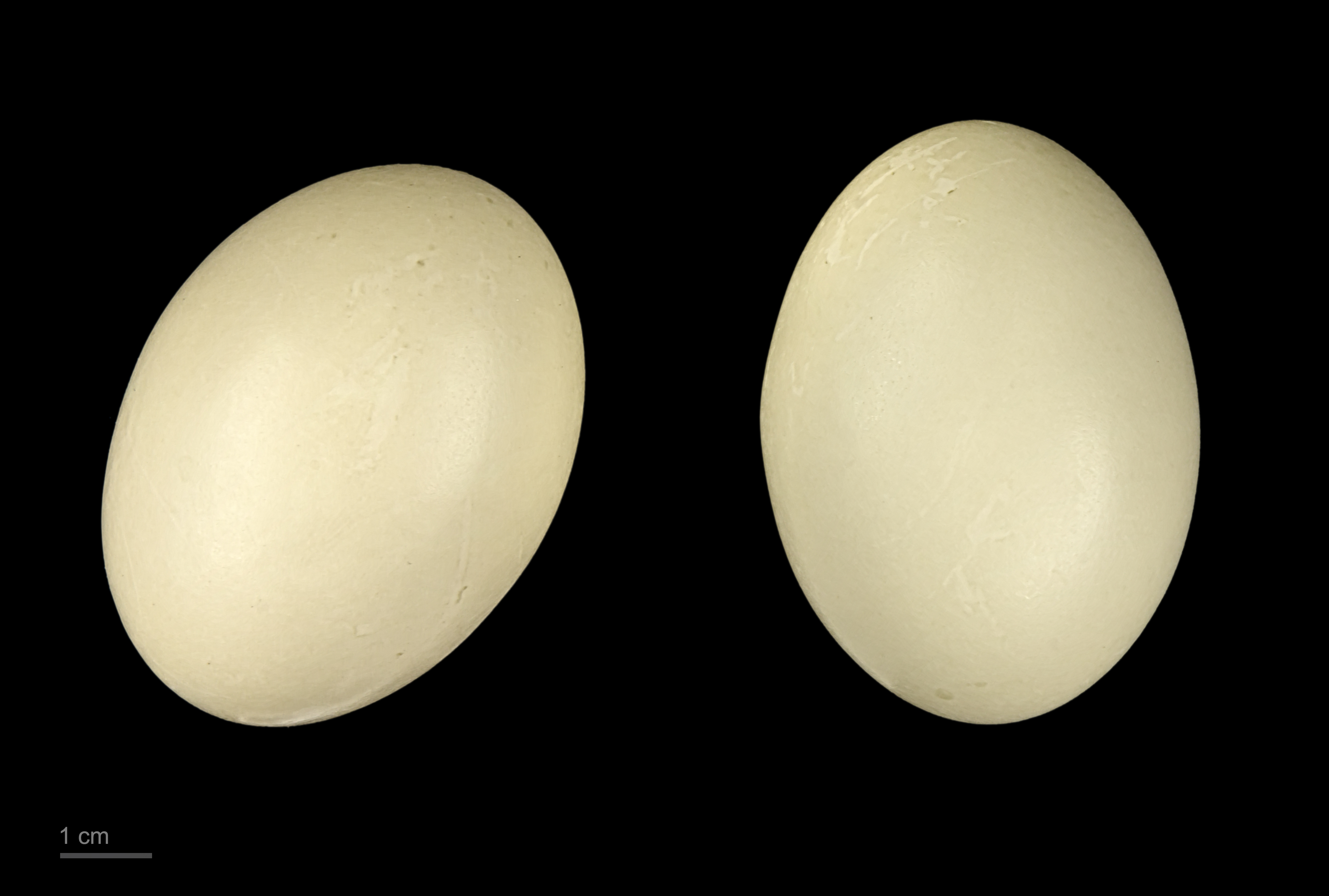
Ägg från rödhuvad dykand

## Status och hot
Arten har ett stort utbredningsområde och en stor population med okänd utveckling. Utifrån dessa kriterier kategoriserar IUCN arten som livskraftig (LC). Världspopulationen uppskattas till mellan 420 000 och 600 000 individer, varav det i Europa tros häcka 27 500–43 000 par.